# Copa Korać 1971-72
La Copa Korać 1971-72 fue la primera edición de la Copa Korać, competición creada por la FIBA para equipos europeos que no disputaran ni la Copa de Europa ni la Recopa. En esta primera edición fueron únicamente ocho los equipos que participaron mediante invitación, cifra que se incrementaría notablemente en ediciones posteriores.

## Equipos participantes
| Francia             | 2 | Olympique Antibes | Caen              |
| España              | 2 | Picadero          | Manresa La Casera |
| Yugoslavia          | 2 | OKK Beograd       | Lokomotiva        |
| Bélgica             | 1 | Standard Liège    |                   |
| Alemania Occidental | 1 | USC München       |                   |

## Cuartos de final
| Equipo 1          | Agr.    | Equipo 2          | Ida    | Vuelta |
| ----------------- | ------- | ----------------- | ------ | ------ |
| USC München       | 117–162 | OKK Beograd       | 71–79  | 46–83  |
| Manresa La Casera | 165–180 | Olympique Antibes | 81–85  | 84–95  |
| Caen              | 170–212 | Lokomotiva        | 83–109 | 87–103 |
| Picadero          | 140–160 | Standard Liège    | 61–63  | 79–97  |

## Semifinales
| Equipo 1    | Agr.    | Equipo 2          | Ida   | Vuelta |
| ----------- | ------- | ----------------- | ----- | ------ |
| OKK Beograd | 160–137 | Olympique Antibes | 99–72 | 61–65  |
| Lokomotiva  | 167–145 | Standard Liège    | 71–54 | 96–91  |

## Final
| Equipo 1    | Agr.    | Equipo 2   | Ida   | Vuelta |
| ----------- | ------- | ---------- | ----- | ------ |
| OKK Beograd | 156–165 | Lokomotiva | 83–71 | 73–94  |

### Partido de ida
| 29 de febrero de 1972 | OKK Beograd                     | 83–71       | Lokomotiva                     | |  |
|                       | Parciales: 40-38, 43-33         |             |                                | |  |
|                       | Estadísticas Žarko Knežević, 22 | Reporte Pts | Estadísticas Nikola Plećaš, 29 | Pabellón: Hala Sportova, Belgrado Asistencia: 1.500 espectadores Árbitros: Janko Kavcic (YUG), Rudi Pur (YUG) |  |

### Partido de vuelta
| 7 de marzo de 1972 | Lokomotiva                     | 94–73       | OKK Beograd                   | |  |
|                    | Parciales: 40-48, 54-25        |             |                               | |  |
|                    | Estadísticas Nikola Plećaš, 40 | Reporte Pts | Estadísticas Blaž Kotarac, 20 | Pabellón: SFK Tresnjevci, Zagreb Asistencia: 2.000 espectadores Árbitros: Simon Oblak (YUG), Svetislav Poposki (YUG) |  |

| Campeón de la Copa Korać 1972 |
| ----------------------------- |
| Lokomotiva 1.er título        |